# Mõnnaste
Mõnnaste är en ort i Estland. Den ligger i Tarvastu kommun och landskapet Viljandimaa, i den södra delen av landet, 140 km söder om huvudstaden Tallinn. Mõnnaste ligger 57 meter över havet och antalet invånare är 124.
Terrängen runt Mõnnaste är platt. Runt Mõnnaste är det glesbefolkat, med 10 invånare per kvadratkilometer. Närmaste större samhälle är Viljandi, 15,4 km nordväst om Mõnnaste. Omgivningarna runt Mõnnaste är en mosaik av jordbruksmark och naturlig växtlighet.